# 瓜拉米林
瓜拉米林是巴西圣卡塔琳娜州的一个市镇。总面积268.119平方公里，总人口29932人，人口密度111.6人/平方公里。